# Oligia nigro-rufa
Oligia nigro-rufa là một loài bướm đêm trong họ Noctuidae.